# Euseius bwende
Euseius bwende är en spindeldjursart som först beskrevs av Pritchard och Baker 1962.  Euseius bwende ingår i släktet Euseius och familjen Phytoseiidae. Inga underarter finns listade i Catalogue of Life.